# Alex Ștefănescu
Alex Ștefănescu (alternativ Alex. Ștefănescu; n. 6 noiembrie 1947, Lugoj, Timiș, România – d. 25 februarie 2024, București, România) a fost un critic și istoric literar, membru al Uniunii Scriitorilor din România din 1977. Contribuția sa de căpătâi este Istoria literaturii române contemporane (1941-2000). În această lucrare, pentru care a primit Premiul Uniunii Scriitorilor în 2005, autorul răspundea întrebării „Ce s-a întâmplat cu literatura română în timpul regimului comunist?”. Aceasta analiză cuprinzătoare, incluzând toți scriitorii importanți din această epocă, împreună cu multe alte volume și articole de critică și istorie literară, îl plasează pe Alex Ștefănescu printre cei mai importanți critici și istorici ai literaturii române, alături de George Călinescu, Eugen Lovinescu și Eugen Simion ori Nicolae Manolescu.

## Biografia
S-a născut la 6 noiembrie 1947 la Lugoj (unde părinții săi, tatăl originar din Herța și mama din Nordul Moldovei, satul Boroaia, s-au aflat temporar). A avut doi frați, Alexandrina Mihai și Florin Ștefănescu, profesori universitari la Politehnica din București. A urmat școala primară și liceul la Suceava între anii 1954–1965 și a obținut licența la Facultatea de Limba și Literatura Română a Universității din București, în 1970.
În 1970 s-a căsătorit cu Domnița Andreiovici (după căsătorie, Ștefănescu). Între 1971–1989 a lucrat succesiv în redacțiile publicațiilor Tomis, SLAST, România liberă și Magazin. Din 1990 a fost redactor la România literară. Între anii 1995–2010 a fost redactor-șef al acestei reviste.
La sfârșitul lui 1994 a înființat o editură particulară, Mașina de scris, condusă de soția sa.
A fost membru al Consiliului de Administrație al TVR în perioada 1998–2002.
A fost autorul scenariului pentru serialul de teatru TV în 12 episoade Căsătorie imposibilă (în regia lui Silviu Jicman, difuzat în 2000). A realizat pentru Realitatea TV, săptămânal, timp de doi ani, 2004–2005, emisiunea Un metru cub de cultură, iar pentru TVR Cultural, săptămânal, în perioada 2007–2009, emisiunea Istoria literaturii române contemporane povestită de Alex. Ștefănescu și, în perioada 2009–2011, săptămânal, emisiunea Tichia de mărgăritar. În anii 2011–2012, a realizat, tot pentru TVR Cultural, emisiunea Iluminatul public. Începând din 2014, Alex Ștefănescu a fost invitat permanent în fiecare miercuri seara la emisiunea Ora de veghe, realizată de Nicoleta Savin la Nașul TV. Din 2015 a fost redactor-șef al revistei „Luceafărul de dimineață”. 
Începând din anul 2019, el a fost prezentatorul emisiunii Pagini despre satul românesc, de la Trinitas TV.
Pe 25 februarie 2024 criticul Daniel Cristea Enache a anunțat pe Facebook că Alex Ștefănescu a murit. Alex Ștefănescu a fost înmormântat pe data de 29 februarie 2024 la Cimitirul Bellu din București.

## Opera
A fost autorul a peste 5.000 de articole de critică literară, publicate în presă. Nicolae Manolescu scria că „autorul ambițioasei Istorii a literaturii române contemporane s-a făcut de la început remarcat ca un harnic și omniprezent publicist”. Ion Simuț scria că „Istoria lui Alex. Ștefănescu este și o minunată carte-spectacol, un album cu scriitori, la a cărui realizare, desigur, contribuția esențială este a textului critic, foarte inspirat, dovedind înzestrare de prozator, capabil să-și inventeze și să-și susțină personajele, să le înțeleagă individualitatea și să le releve particularitățile.” De asemenea Alex Ștefănescu a scris piesa de teatru Melania și ceilalți, jucată la Teatrul „Fantasio” din Constanța în 1992 (cu titlul Love story în lift, în regia lui Constantin Dinischiotu), și la Teatrul de Stat din Arad în 1994, în regia lui Sabin Popescu.

### Cărți
- Preludiu, Ed. Cartea Românească, 1977 (critică literară)
- Jurnal de critic, Ed. Cartea Românească, 1980
- Tudor Arghezi interpretat de..., Ed. Eminescu, 1981 (antologie)
- Între da și nu, Ed. Cartea Românească, 1982 (critică literară)
- Dialog în bibliotecă, Ed. Eminescu, 1984 (teorie literară)
- Introducere în opera lui Nichita Stănescu, Ed.Minerva, 1986
- Prim-plan (35 de profiluri de scriitori români contemporani), Ed. Eminescu, 1987
- Gheața din calorifere și gheața din whisky (jurnal politic, 1990-1995), Institutul European Iași, 1996. Premiul Uniunii Scriitorilor.
- Întâmplări, Institutul European Iași, 2000 (proză).
- Ceva care seamănă cu literatura, Chișinău, Ed. Știința, 2003 (critică literară). Premiul Asociației Scriitorilor din București.
- Melania și ceilalți, comedie romantică în șapte părți, București, Ed. Publicațiilor pentru străinătate, 2004.
- Jurnal secret, ilustrații de Ion Barbu, București, Ed. Corint, 2005.
- Istoria literaturii române contemporane (1941-2000), concepția grafică: Mihaela Șchiopu, fotografii de Ion Cucu, București, Ed. Mașina de scris, 2005. Premiul Uniunii Scriitorilor; Premiul Academiei Române.
- Jurnal secret. Noi dezvăluiri, ilustrații de Florin Ștefănescu (Linu), București, Ed. Corint, 2007.
- Cum te poți rata ca scriitor. Câteva metode sigure și 250 de cărți proaste, București, Ed. Humanitas, 2009.
- Jurnal secret. Dezvăluiri complete. 2003–2009 (ediție de autor, ne varietur). Desene de Florin Ștefănescu. București, Ed. Corint, 2009 (ediția a II-a – 2010).
- Bărbat adormit în fotoliu. Întâmplări. Viniete de Florin Ștefănescu. București, Ed. Curtea Veche, 2010 (ediția a II-a – 2011).
- Cum se fabrică o emoție, București, Ed. Ideea Europeană, 2010 (teorie literară).
- Cum e să fii femeie?, dialog cu Lia Faur, București, Ed. Mașina de scris, 2012.
- Ioana Revnic, Convorbiri cu Alex. Ștefănescu, București, Ed. All. 2013.
- Texte care n-au folosit la nimic, București, Ed. All, 2014.
- Un scriitor, doi scriitori (cu desene de Bogdan Petry), București, Ed. All, 2014.
- Mesaj către tineri. Redescoperiți literatura!, București, Ed. Curtea Veche, 2014.
- Jurnal secret. Serie nouă. Desene de Costel Pătrășcan București, Ed. Corint, 2016.
- Eminescu, poem cu poem. Antumele, București, Ed. All. 2017. Premiul Național de Literatură.
- Eminescu, poem cu poem. Postumele. București, Ed. All 2019. Premiul „Cartea anului” al revistei „România literară”; Premiul pentru eminescologie atribuit de Fundația „Credință și creație. Zoe Dumitrescu-Bușulenga – Maica Benedicta”.
- Pagini despre satul românesc, București, Ed. Trinitas, 2020 (critică literară)
- Eu și comunismul, București, Ed. Curtea Veche, 2020 (memorii)
- Timp retrăit, București, Ed. Curtea Veche, 2022 (amintiri)
- Despre impuritatea literaturii, București, Ed. Corint, 2022 (teorie literară)

## Distincții
- Premiul Uniunii Scriitorilor  din România (1996, 2005) pentru volumul Istoria literaturii române contemporane (1941-2000)
- Ordinul național „Serviciul Credincios” în grad de Cavaler (1 decembrie 2000) „pentru realizări artistice remarcabile și pentru promovarea culturii, de Ziua Națională a României”[13]
- Premiul APTR pentru talk-show-uri pe 2004
- Premiul Academiei Române (2005)
- Premiul APTR pentru emisiuni culturale pe 2008
- Premiul Național al Uniunii Scriitorilor din România (2018)
- Premiul „Cartea anului”  al revistei „România literară” (2019).[8]